# Convento de la Magdalena (Antequera)

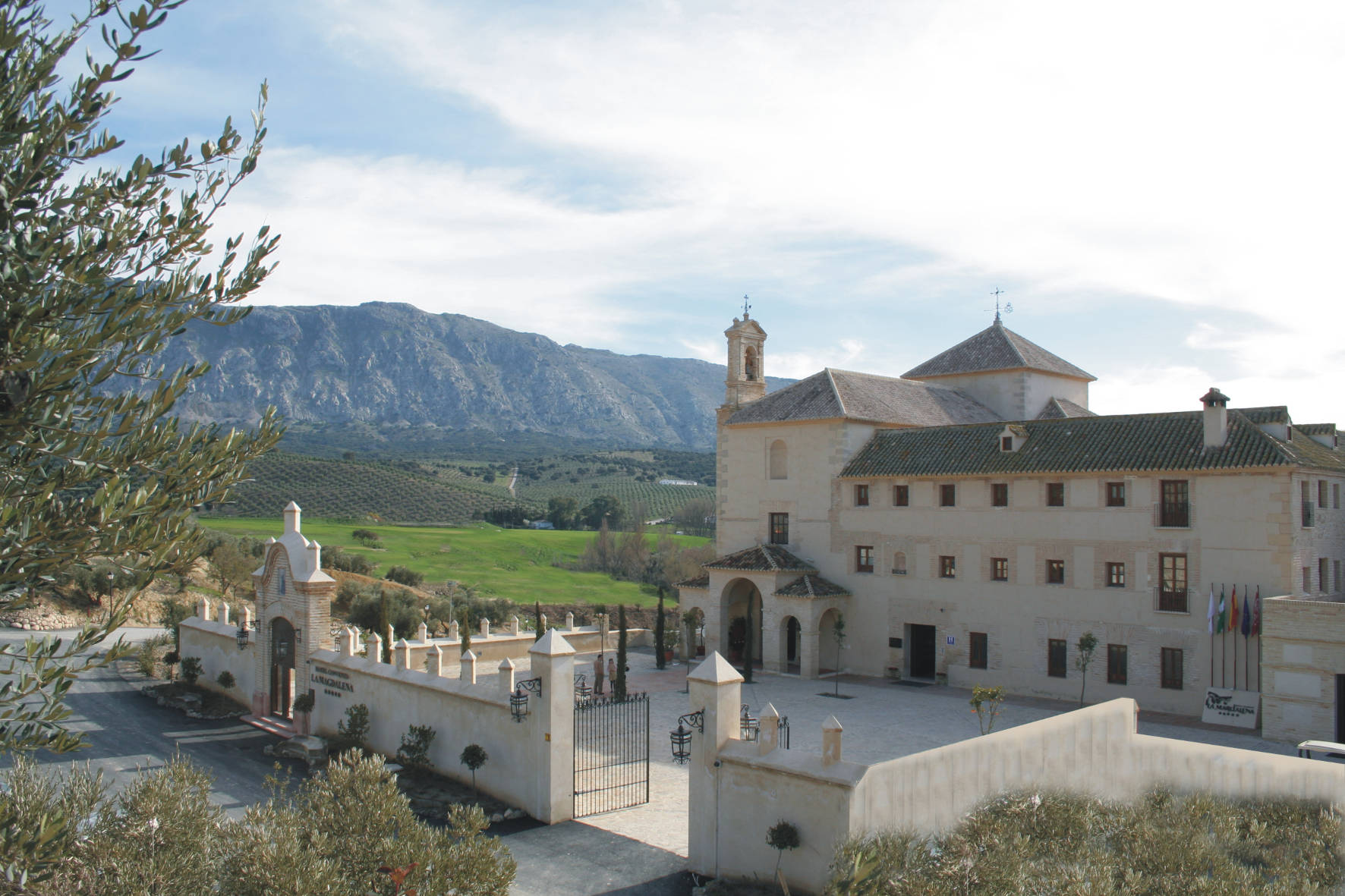
Fachada del antiguo convento

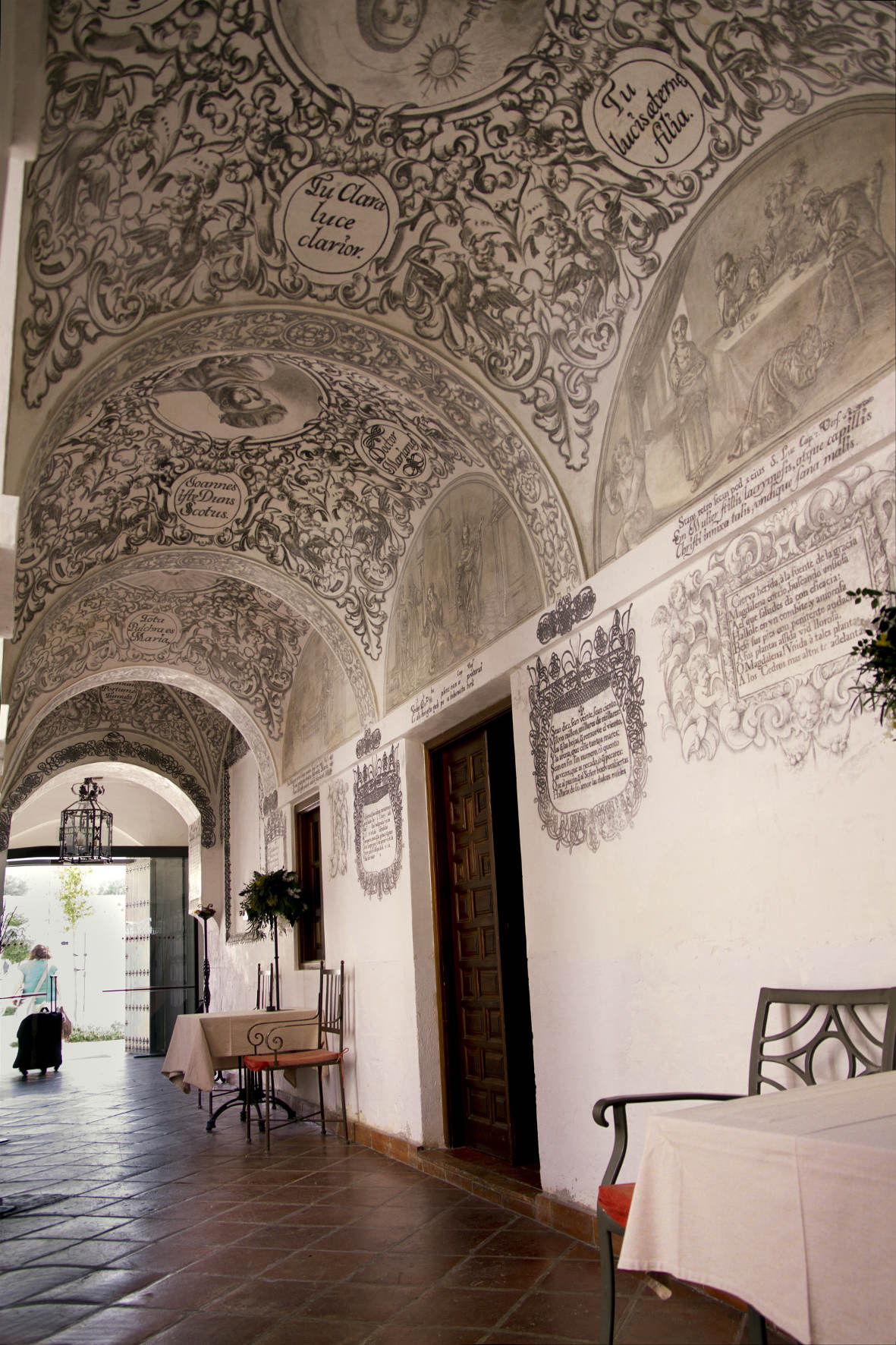
Frescos en las paredes del antiguo Convento de La Magdalena en antequera

El antiguo convento de la Magdalena fue un convento franciscano español localizado de Antequera, en la provincia de Málaga. Ya abandonado, en 2009 el edificio fue rehabilitado y transformado en hotel de 5 estrellas.

## Historia
La historia del convento de la Magdalena se conoció gracias a la traducción de un manuscrito monacal del siglo XVIII. Se inicia en 1570 con la devoción de un comerciante arruinado, Ildefonso Álvarez, a su última posesión un retablo de la virgen de la Magdalena, este anteriormente rico comerciante se refugió en las cuevas de la zona y vivió en el lugar como un ermitaño, su ejemplo fue conocido y algunos lo siguieron. En los siguientes tres años, el eremita luchó para pagar sus deudas y finalmente atrajo la atención de la comunidad cristiana que lo ayudó, para que en 1585, empezase la construcción de una pequeña capilla en la zona, (algo alejada del núcleo de Antequera).
La peste que asoló la zona en 1648, dio fama al lugar de milagroso gracias a la curación del padre Cárdenas, un párroco de Sevilla que había peregrinado a la pequeña iglesia. 
Esta fama y la entrada de abundantes limosnas, sembró la corrupción entre los ermitaños. En 1685, los ermitaños fueron expulsados por orden del obispado de Málaga. La orden de los franciscanos descalzos se hizo con la ordenación de la iglesia que en 1691 comenzó la construcción del nuevo convento.  
El convento fue abandonado a mediados del siglo XIX. Pero en 2009, se le realizó una cuidada restauración y a día de hoy es un hotel de 5* en que quedan muchos de los elementos originales del convento de los franciscanos. 
Son elementos a destacar el claustro, que se basa en los restos del original, los frescos de las paredes basados en los antiguos escritos del convento y la bóveda de la antigua capilla del convento.